# 中堀成生
中堀 成生（なかほり しげお、NAKAHORI Shigeo、1971年11月18日 - ）は、日本のソフトテニス選手。

## 来歴
兵庫県出身。広畑中ー香川西高ー中央大学-NTT中国。1995世界選手権において国際大会初代表。

## 四大国際大会戦績
- 1995世界選手権　国別対抗団体戦優勝、ダブルスベスト8（中堀成生・高川経生）
- 1996アジア選手権　国別対抗団体戦第三位、ダブルスベスト8（中堀成生・高川経生）
- 1997東アジア競技大会　シングルスベスト4
- 1998アジア競技大会　国別対抗団体戦第三位　ダブルスベスト8（中堀成生・高川経生）
- 1999世界選手権　国別対抗団体戦第三位　ダブルス準優勝（中堀成生・高川経生）
- 2000アジア選手権　国別対抗団体戦優勝　ダブルスベスト4（中堀成生・高川経生）
- 2001東アジア競技大会　ダブルス優勝（中堀成生・高川経生）　国別対抗団体戦優勝　シングルスベスト4
- 2002アジア競技大会　シングルス四位　国別対抗団体戦準優勝　ダブルスベスト8（中堀成生・高川経生）
- 2003世界選手権　国別対抗団体戦第三位、ダブルスベスト8
- 2004アジア選手権　ミックスダブルス優勝（中堀成生・上嶋亜友美）、国別対抗団体戦第三位、ダブルスベスト8（中堀成生・高川経生）
- 2005東アジア競技大会　ダブルス銅メダル（中堀成生・高川経生）　国別対抗団体戦銀メダル
- 2006アジア競技大会　国別対抗団体戦金メダル　ダブルス銅メダル（中堀成生・高川経生）
- 2007世界選手権　国別対抗団体戦優勝　ダブルス第三位（中堀成生・高川経生）
- 2008アジア選手権　国別対抗団体戦準優勝　ダブルス準優勝（中堀成生・高川経生）
- 2010アジア競技大会　ダブルス銅メダル（中堀成生・高川経生）　　国別対抗団体戦銅メダル

## 主な戦績
- 1995天皇杯全日本ソフトテニス選手権　優勝（中堀成生・高川経生）
- 1996天皇杯全日本ソフトテニス選手権　優勝（中堀成生・高川経生）
- 1997天皇杯全日本ソフトテニス選手権　優勝（中堀成生・高川経生）
- 1998天皇杯全日本ソフトテニス選手権　第三位（中堀成生・高川経生）
- 1999天皇杯全日本ソフトテニス選手権　優勝（中堀成生・高川経生）
- 2000天皇杯全日本ソフトテニス選手権　準優勝（中堀成生・高川経生）
- 2001天皇杯全日本ソフトテニス選手権　優勝（中堀成生・高川経生）
- 2005天皇杯全日本ソフトテニス選手権　優勝（中堀成生・高川経生）
- 2006天皇杯全日本ソフトテニス選手権　優勝（中堀成生・高川経生）
- 2008天皇杯全日本ソフトテニス選手権　ベスト8（中堀成生・高川経生）
- 2009天皇杯全日本ソフトテニス選手権　優勝（中堀成生・高川経生）
- 2010天皇杯全日本ソフトテニス選手権　優勝（中堀成生・高川経生）

- 1994 全日本シングルス選手権 優勝
- 1995 全日本シングルス選手権 第三位
- 1996 全日本シングルス選手権 第三位
- 1997 全日本シングルス選手権 優勝
- 1998 全日本シングルス選手権 優勝
- 1999 全日本シングルス選手権 準優勝
- 2000 全日本シングルス選手権 優勝
- 2001 全日本シングルス選手権 優勝
- 2003 全日本シングルス選手権 優勝
- 2007 全日本シングルス選手権 ベスト8
- 2009 全日本シングルス選手権 ベスト8

- 2008 全日本インドア 優勝（中堀成生・高川経生）
- 2004 全日本インドア 優勝（中堀成生・高川経生）
- 2002 全日本インドア 優勝（中堀成生・高川経生）
- 2001 全日本インドア 優勝（中堀成生・高川経生）
- 2000 全日本インドア 優勝（中堀成生・高川経生）
- 1999 全日本インドア 優勝（中堀成生・高川経生）
- 1997 全日本インドア 優勝（中堀成生・高川経生）
- 1996 全日本インドア 優勝（中堀成生・高川経生）